# Рафаэль-Перасса
Рафаэль-Перасса (исп. Rafael Perazza) — населённый пункт в южной части Уругвая, в департаменте Сан-Хосе.

## География
Расположен на национальном шоссе № 1, в 4,5 км к северо-западу от его пересечения с дорогой № 3 и в 72 км к северо-западу от столицы страны, города Монтевидео. Абсолютная высота — 42 метра над уровнем моря.

## История
19 декабря 1957 года получил статус села (Pueblo) указом № 12.479..

## Население
Население по данным на 2011 год составляет 1277 человек.
| Год  | Население |
| ---- | --------- |
| 1963 | 476       |
| 1975 | 733       |
| 1985 | 774       |
| 1996 | 931       |
| 2004 | 1235      |
| 2011 | 1277      |

Источник: Instituto Nacional de Estadística de Uruguay